# Satyrus gregorii
Satyrus gregorii är en fjärilsart som beskrevs av Andrej Nikolajewitsch Avinoff och Sweadner 1951. Satyrus gregorii ingår i släktet Satyrus och familjen praktfjärilar. Inga underarter finns listade.